# Armin Mitter
Armin Mitter (* 1. Mai 1953 in Schönbach, Kreis Löbau) ist ein deutscher Historiker mit Schwerpunkt DDR-Forschung und deutsche und ostmitteleuropäische Geschichte des 19. und 20. Jahrhunderts.

## Leben
Armin Mitter ist der Sohn einer Handelskauffrau und selbständigen Unternehmerin sowie eines Agrarökonomen. Nach Abitur (1971) und Grundwehrdienst bei der NVA studierte er von 1973 bis 1978 Geschichte an der Ost-Berliner Humboldt-Universität. Von 1979 bis 1990 war er wissenschaftlicher Mitarbeiter am Zentralinstitut für Geschichte der Akademie der Wissenschaften der DDR bzw. des 1986 gegründeten „Institutes für Allgemeine Geschichte“ unter Fritz Klein. Zweisprachig – deutsch und polnisch – groß geworden fand er seine Arbeitsgebiete in der Osteuropäischen Geschichte und der Geschichte der Beziehungen Deutschland zu Ost- und Ostmitteleuropa. Mit einer Arbeit über die polnische Frage in der deutschen Politik gegenüber Russland und Österreich-Ungarn 1904 bis 1914 („Imperialismus und nationale Identität“) wurde er 1988 promoviert.
Im Zuge der friedlichen Revolution in der DDR betätigte sich Mitter im Dezember 1989 im Komitee für die Auflösung des Ministeriums für Staatssicherheit (MfS) als Sachverständiger für dessen Unterlagen am Runden Tisch und war Anfang 1990 gemeinsam mit Stefan Wolle Initiator und Gründer des Unabhängigen Historikerverbandes, dessen Konstituierung im April 1990 erfolgte.
Mitter wurde 1990 Mitarbeiter des Sonderbeauftragten für die Unterlagen des Staatssicherheitsdienstes, Joachim Gauck. In der breiten Öffentlichkeit wurde Mitter bekannt durch das gemeinsam mit Stefan Wolle herausgegebene Buch: „Ich liebe Euch doch alle! Befehle und Lageberichte des MfS Januar-November 1989“, welches bis 2017 mehrere Auflagen hatte. Nachdem beide im März 1991 Gauck vorgeworfen hatten, er habe „sein politisches Mandat verspielt“, weil er den beschönigenden Bericht des Bundesinnenministers Wolfgang Schäuble zur IM-Tätigkeit des letzten Ministerpräsidenten der DDR, Lothar de Maizière, schweigend hingenommen habe, entließ Gauck Wolle fristlos und kündigte Mitter die Trennung an mit der Begründung, er dulde keine „illoyale[n] Mitarbeiter“. Von Oktober 1991 bis Januar 2000 war Mitter Assistent am Institut für Geschichtswissenschaften der Humboldt-Universität zu Berlin. Seit 2001 ist er freischaffend tätig.
Mitter vertrat von 1991 bis 1994 das Bündnis 90/Die Grünen als sachverständiges Mitglied in der Enquete-Kommission des Deutschen Bundestags zur „Aufarbeitung von Geschichte und Folgen der SED-Diktatur in Deutschland“. Im Jahr 2017 zeichnete Mitter mitverantwortlich für die Festschrift für den ehemaligen Landesbeauftragten für die Unterlagen des MfS der DDR in Berlin, Martin Gutzeit.

## Schriften (Auswahl)
- gemeinsam mit Ilko-Sascha Kowalczuk und Stefan Wolle: Der Tag X – 17. Juni 1953. Die „Innere Staatsgründung“ der DDR als Ergebnis der Krise 1952/54 (= Forschungen zur DDR-Geschichte. 3). Ch. Links, Berlin 1995, ISBN 3-86153-083-X.
- mit Stefan Wolle: Untergang auf Raten. Unbekannte Kapitel der DDR-Geschichte. Bertelsmann, München 1993, ISBN 3-570-01216-6.
- als Herausgeber mit Stefan Wolle: Ich liebe Euch doch alle! Befehle und Lageberichte des MfS, Januar – November 1989. BasisDruck, Berlin 1990, ISBN 3-86163-001-X.